# 金乐水库
金乐水库是中国云南省曲靖市会泽县境内的一座水库，位于乐业河上，建于1958年。水库正常库容为1293万立方米，集雨面积为75平方千米，海拔为2010米。